# Дудниковский
Дудниковский — хутор в Чертковском районе Ростовской области.
Входит в состав Маньковского сельского поселения.

## Население
| 2010 |
| ---- |
| 63   |

## Улицы
На хуторе имеется одна улица — Речная.